# Astley (Grand Manchester)
Pour les articles homonymes, voir Astley.
Astley est un village du Grand Manchester, en Angleterre. Il est situé à 13 km au nord-ouest du centre-ville de Manchester. Administrativement, il dépend du district métropolitain de Wigan.

## Patrimoine
- Musée de la mine d'Astley Green